# Frans en Marja de Boer Lichtveld
Frans  en Marja de Boer Lichtveld is een beeldende kunstduo. Frans  de Boer Lichtveld (1942-2016) en Marja Velsen (1941) ontmoetten elkaar op het Instituut Voor Kunstnijverheid Onderwijs in Amsterdam (nu de Rietveldacademie) en werkten ruim 45 jaar samen. Het duo kreeg tientallen opdrachten voor moderne kunstwerken, waarvan een groot aantal in de publieke ruimte.

## Fotogalerij

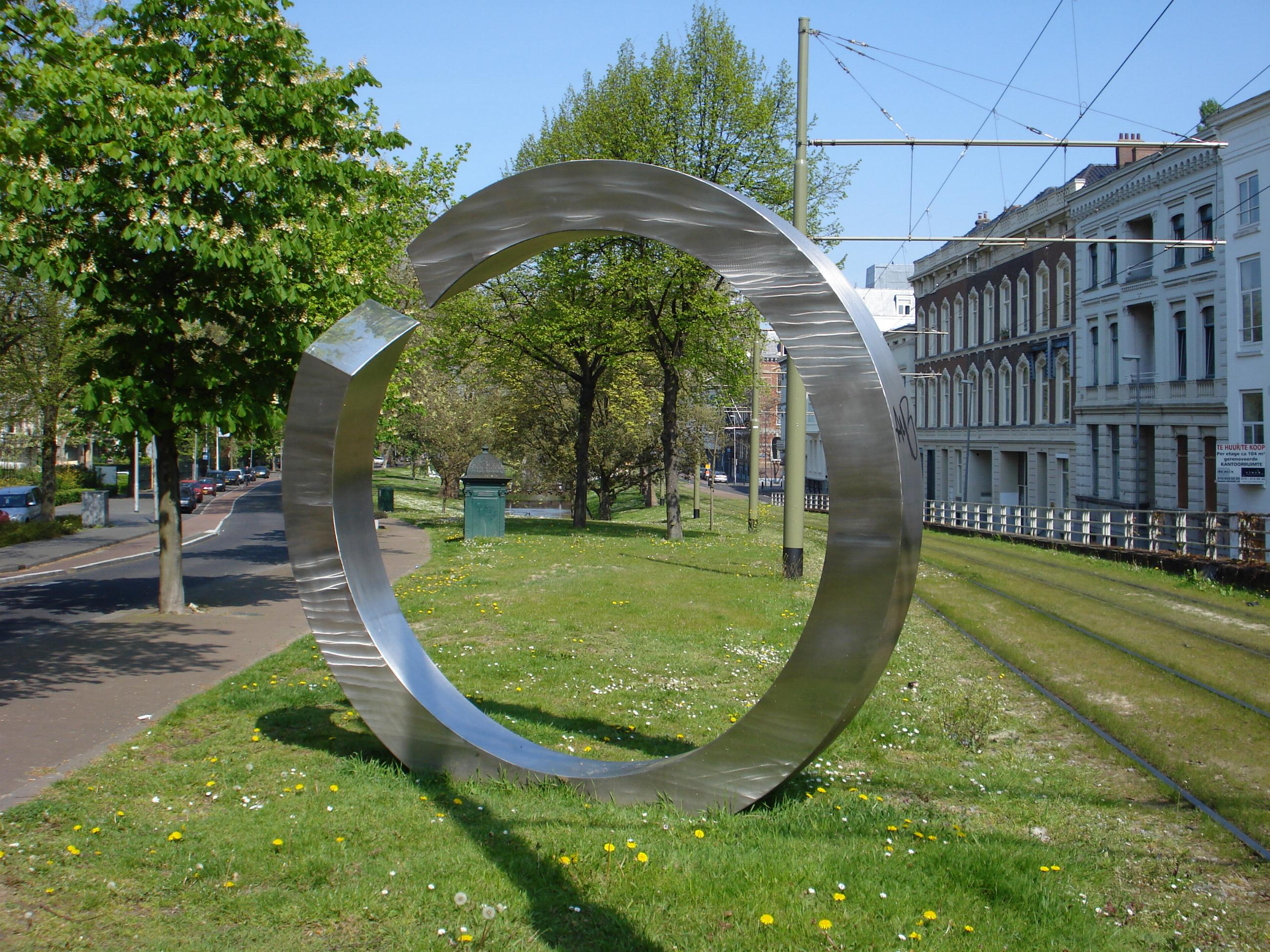
Rotterdam
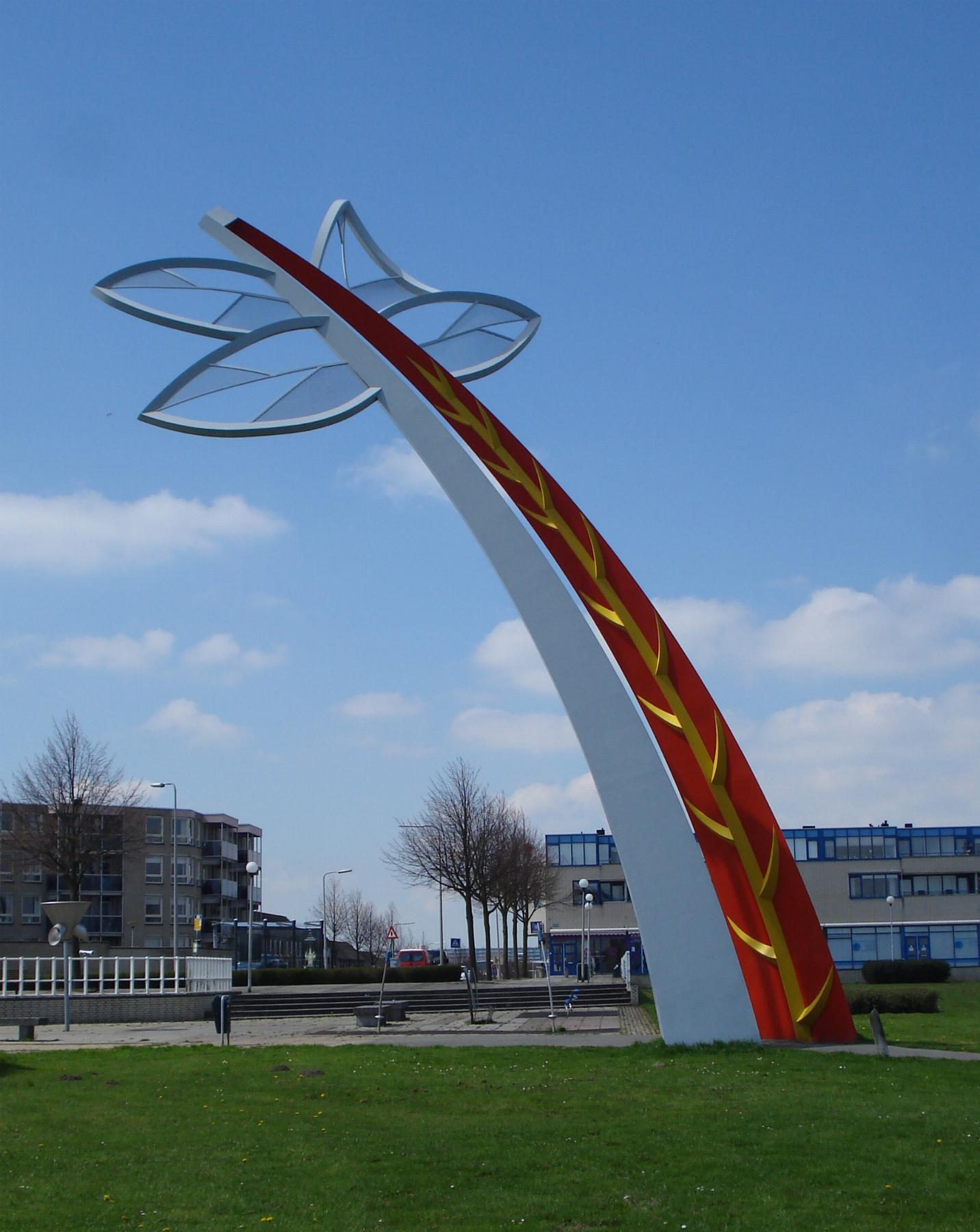
Spijkenisse
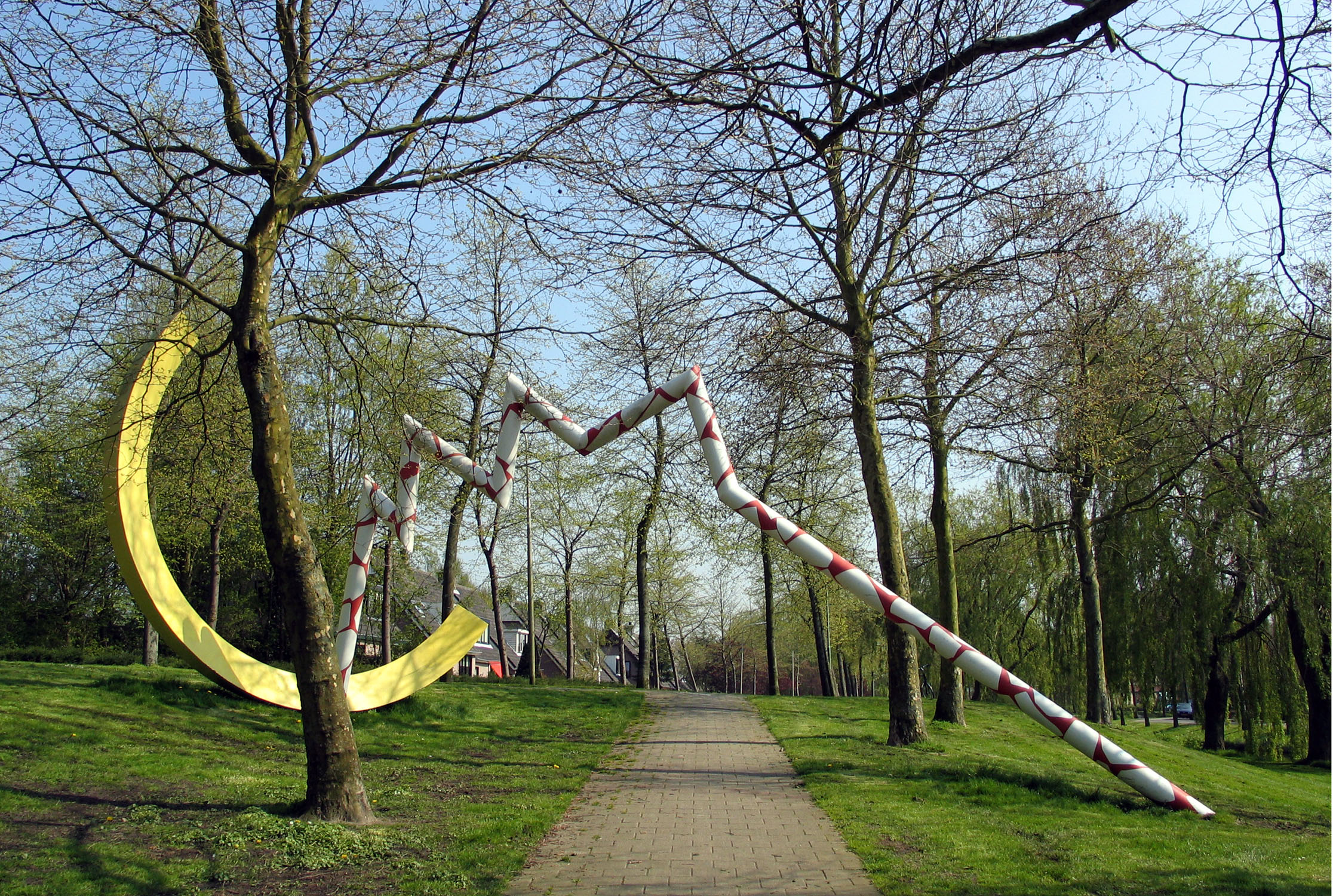
Mijdrecht
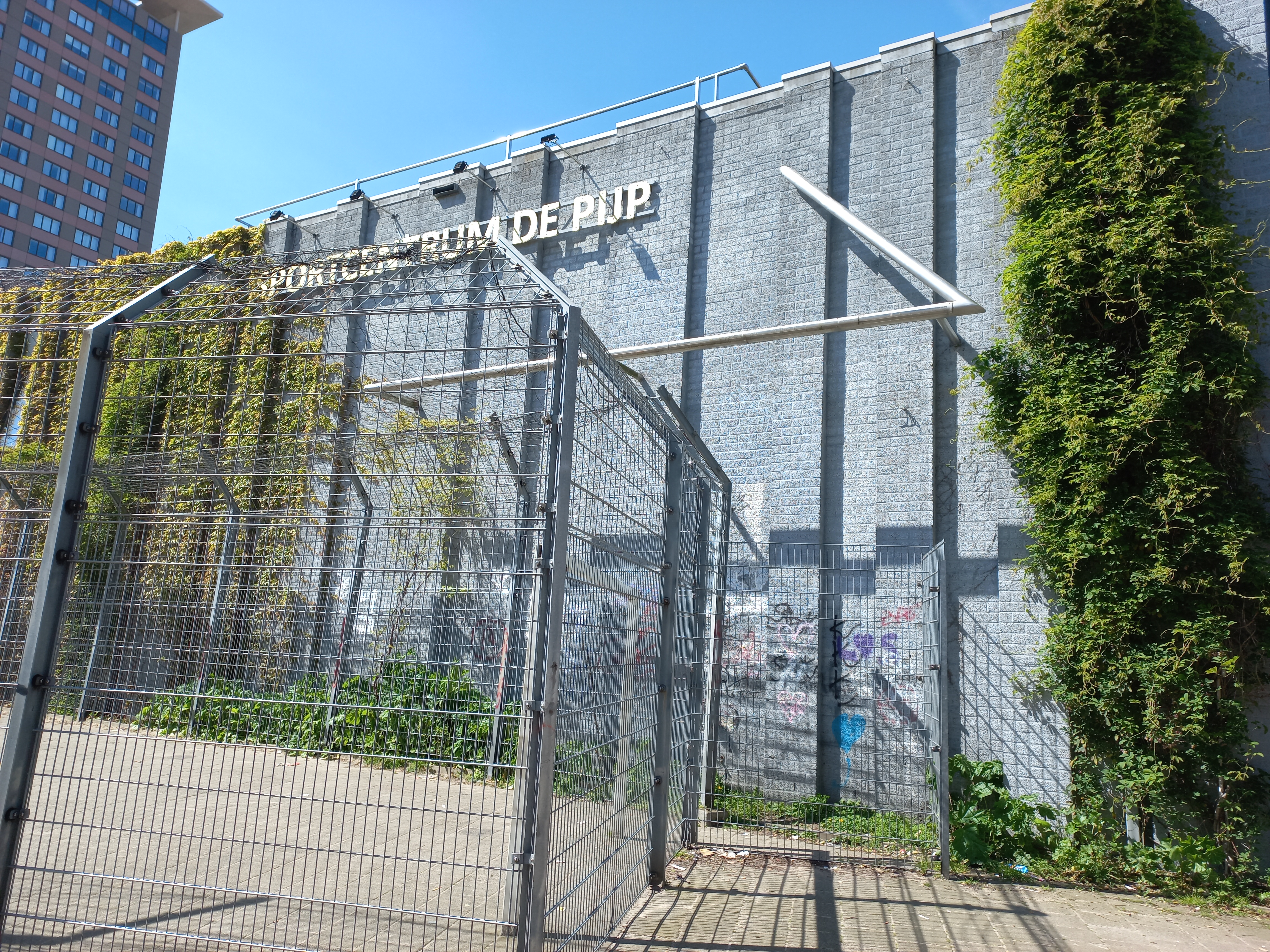
Amsterdam
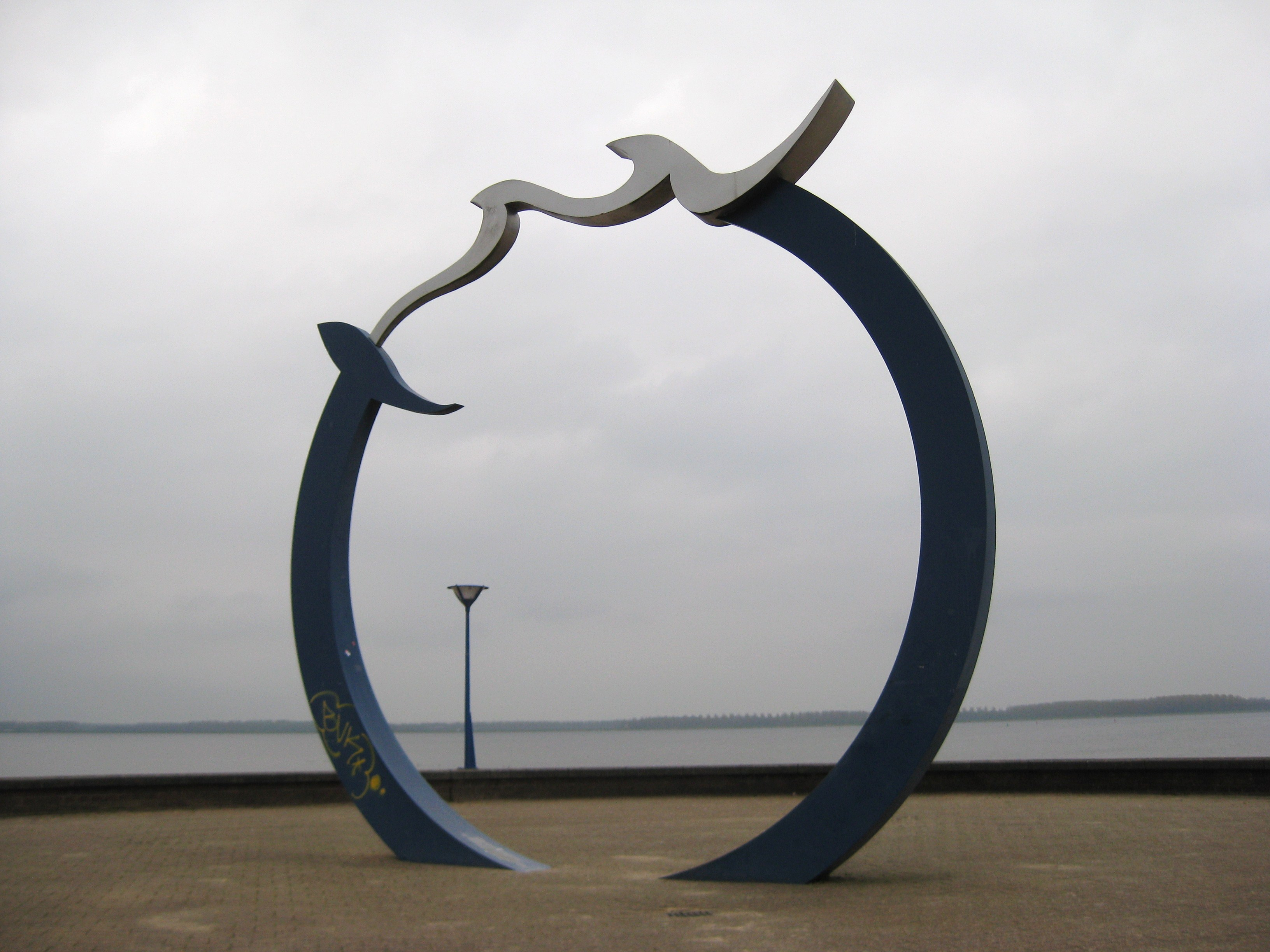
Huizen
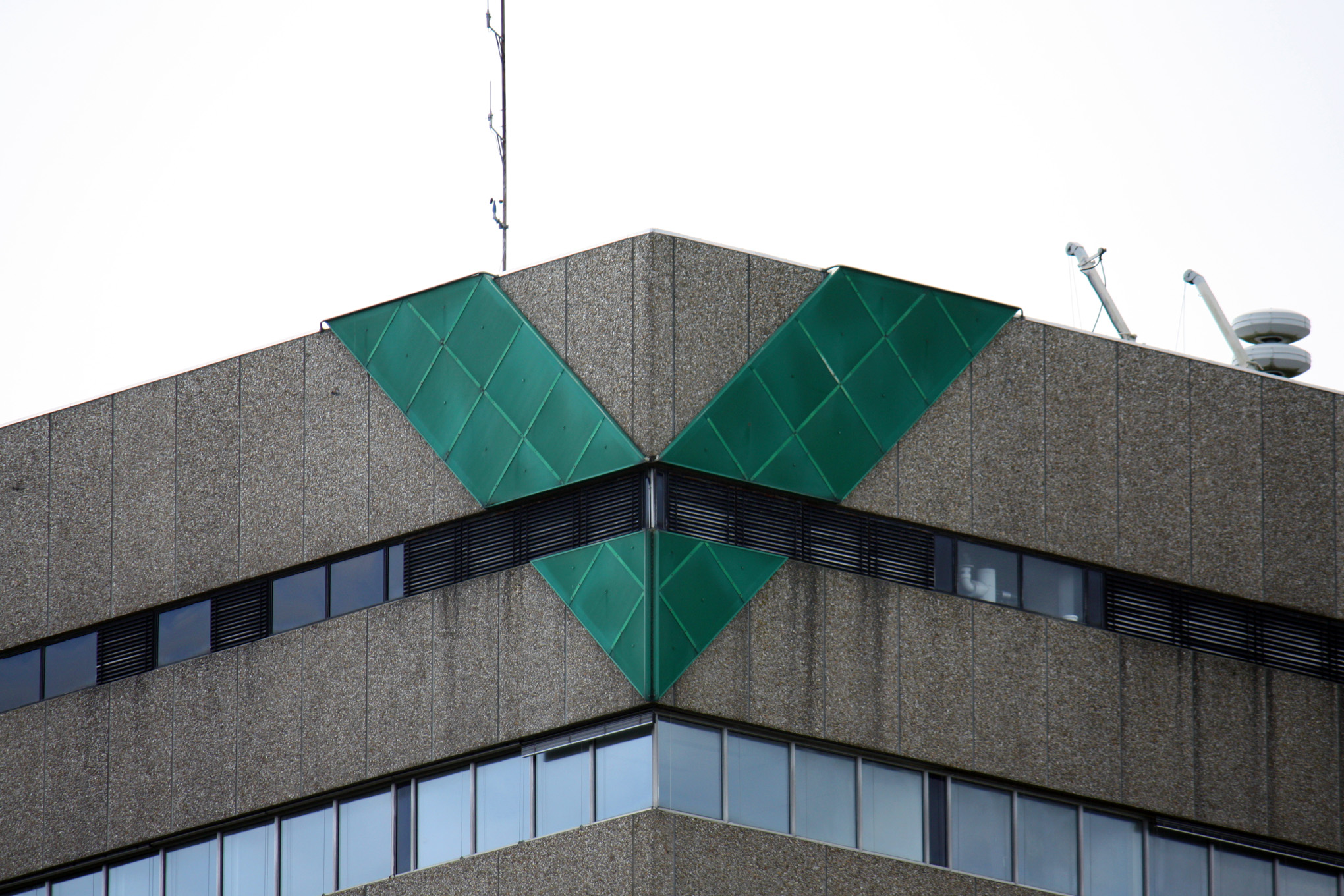
Groningen
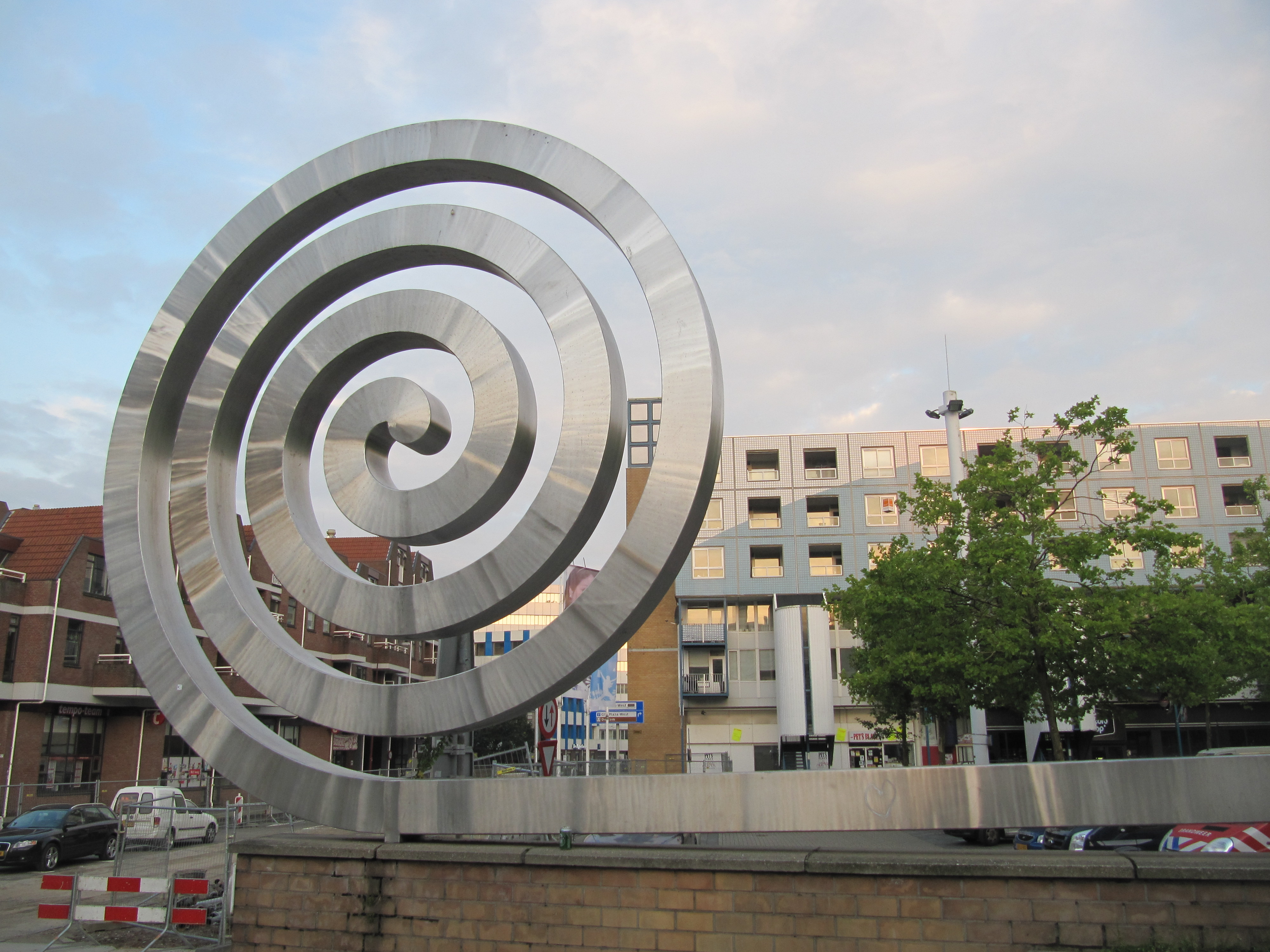
Nieuwegein
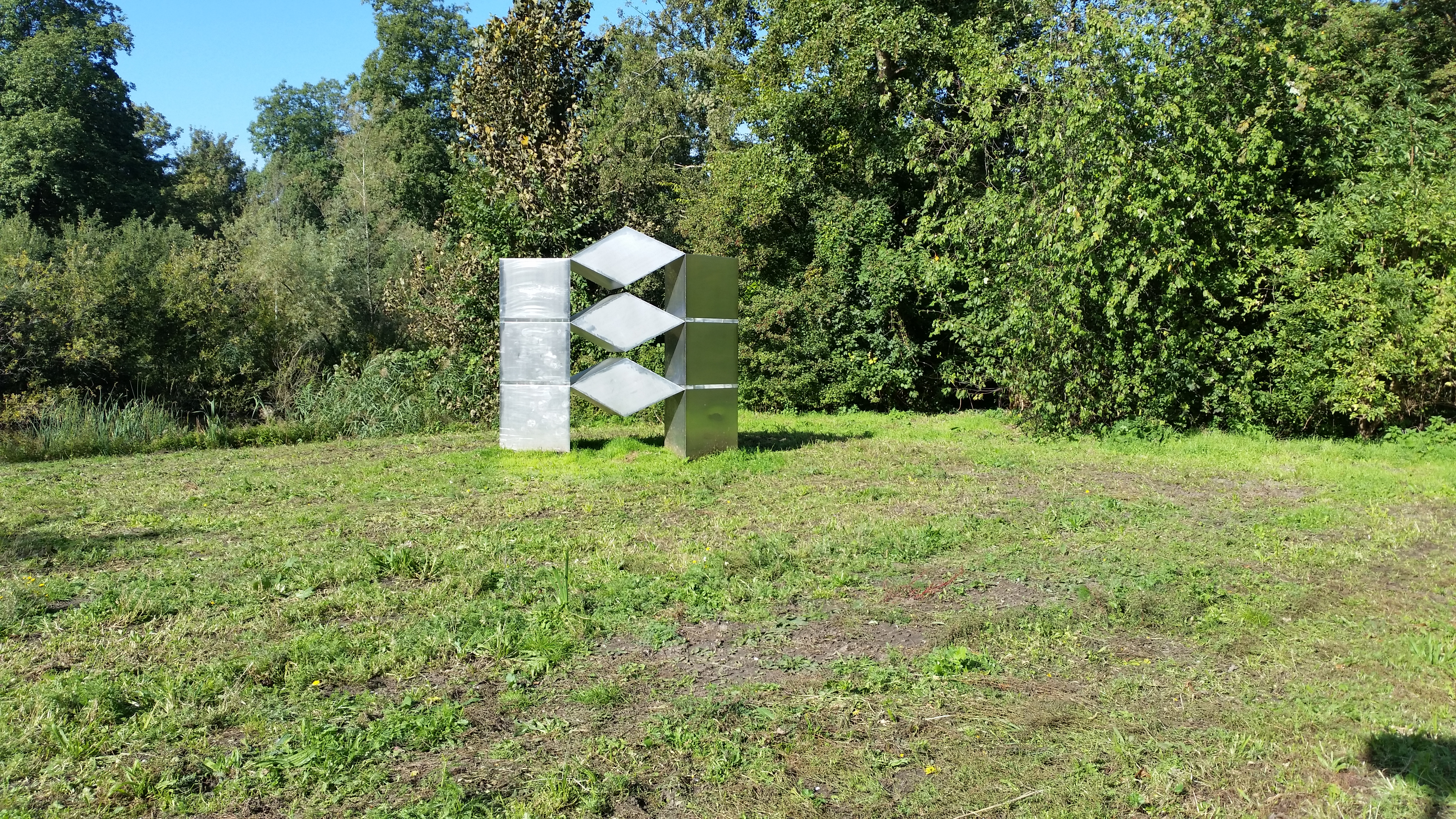
Amsterdam
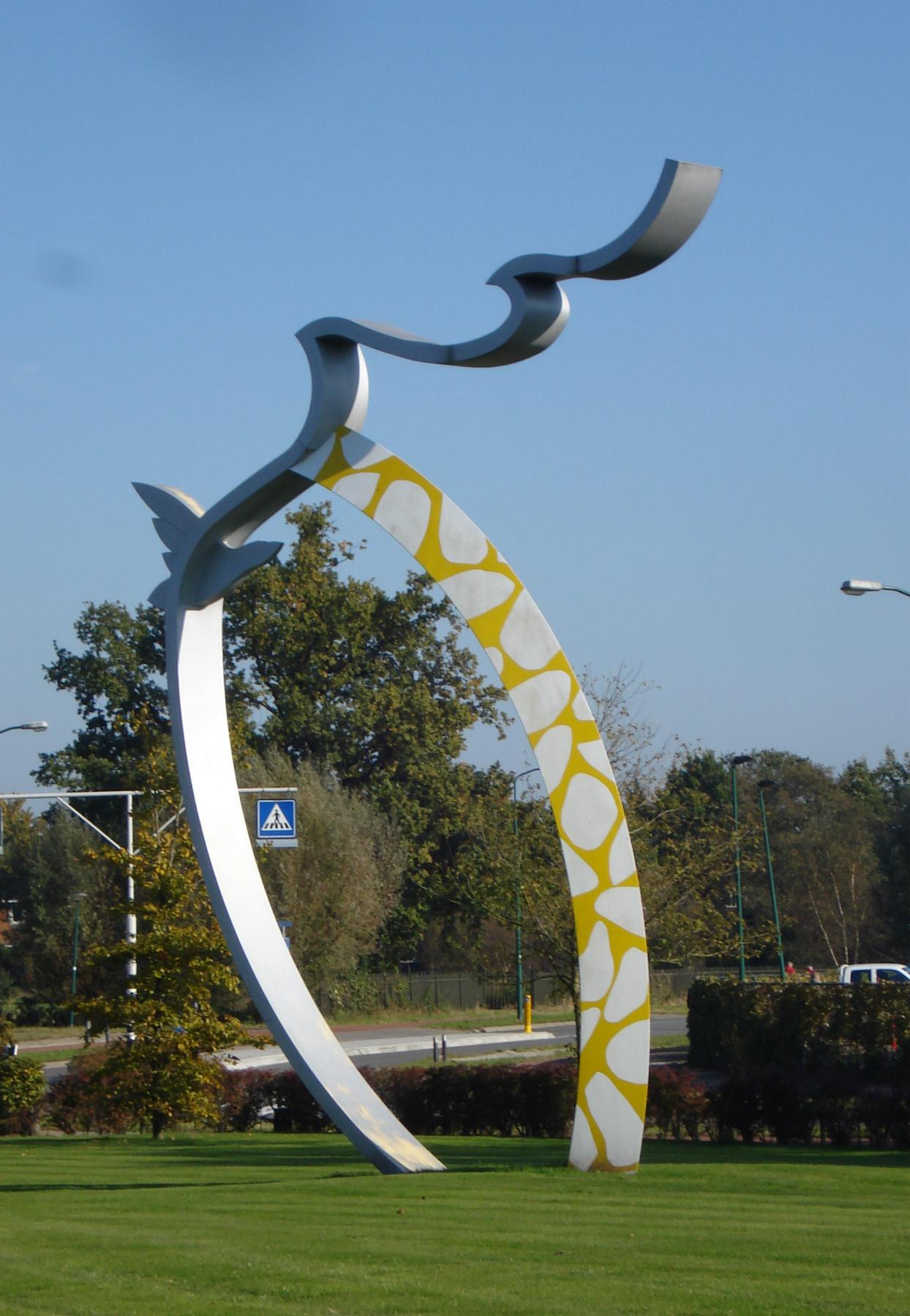
Soest
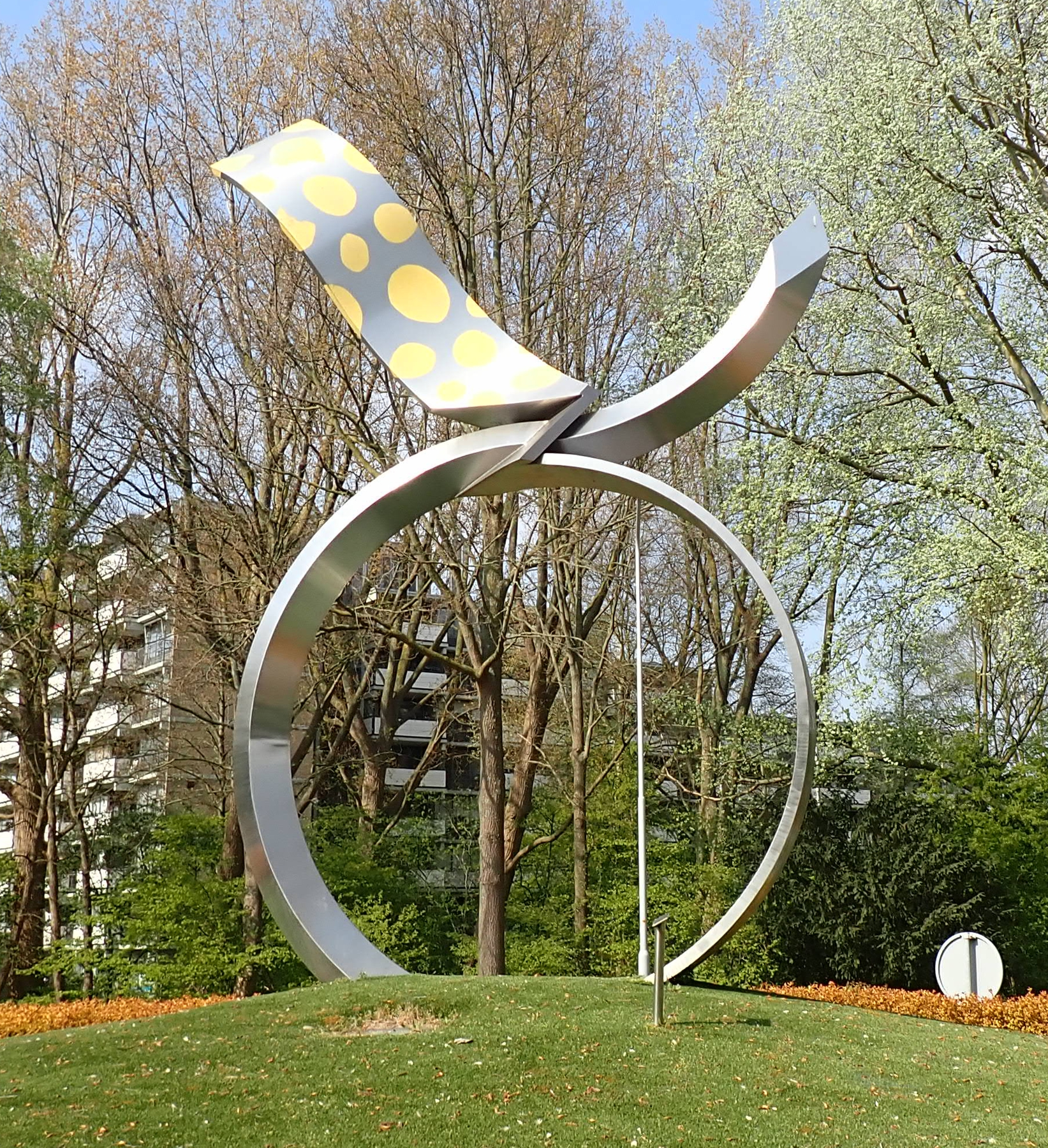
Voorburg
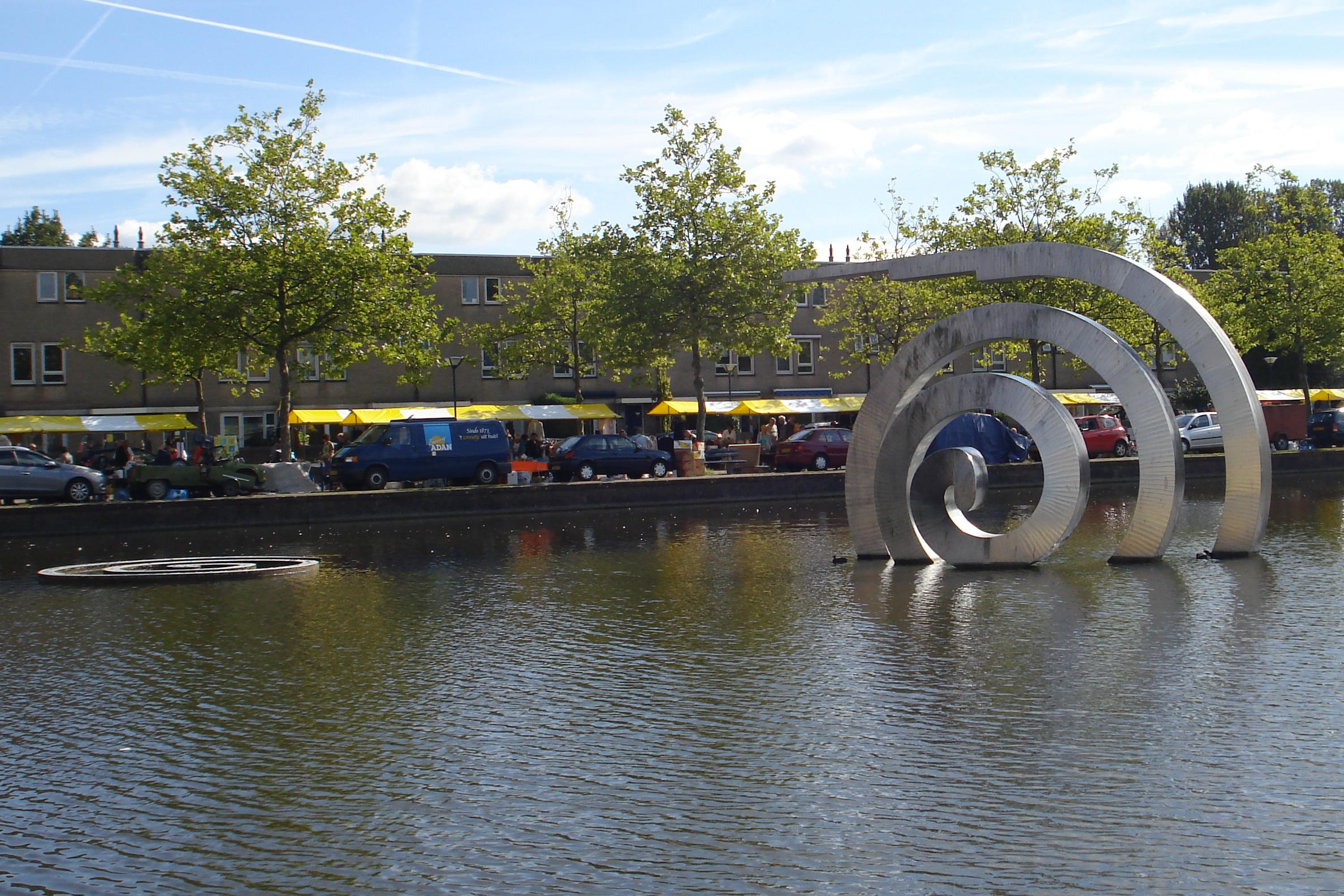
Zoetermeer